# Douglas Packer
Douglas Ricardo Packer (sinh ngày 13 tháng 3 năm 1987 ở Indaial, Santa Catarina), hay còn được biết với tên Packer, là một cầu thủ bóng đá Brasil, thi đấu ở vị trí tiền vệ cho Barito Putera ở Liga 1.

## Sự nghiệp bóng đá
Packer bắt đầu sự nghiệp tại Ipatinga. Anh ký một bản hợp đồng chuyên nghiệp ngày 1 tháng 8 năm 2005, trong 3 năm. Nhưng vào ngày 31 tháng 8 năm 2005, anh được ký hợp đồng với Juventus, và cho mượn đến A.C. Siena thi đấu trong 2 mùa giải. Vào mùa hè năm 2007, Siena mua một nửa quyền của cầu thủ, với mức giá €150k, và cho Packer mượn đến Pescara Calcio của Serie C1. Anh trở lại Siena vào mùa giải 2008–09.
Anh ký bản hợp đồng 5 năm vào mùa hè năm 2009. Cũng trong mùa hè đó, anh đến Ravenna Calcio. Vào tháng 1 năm 2011 Packer trở lại Brasil với Paraná Clube cùng hợp đồng tạm thời.